# Helmuth Lütjens

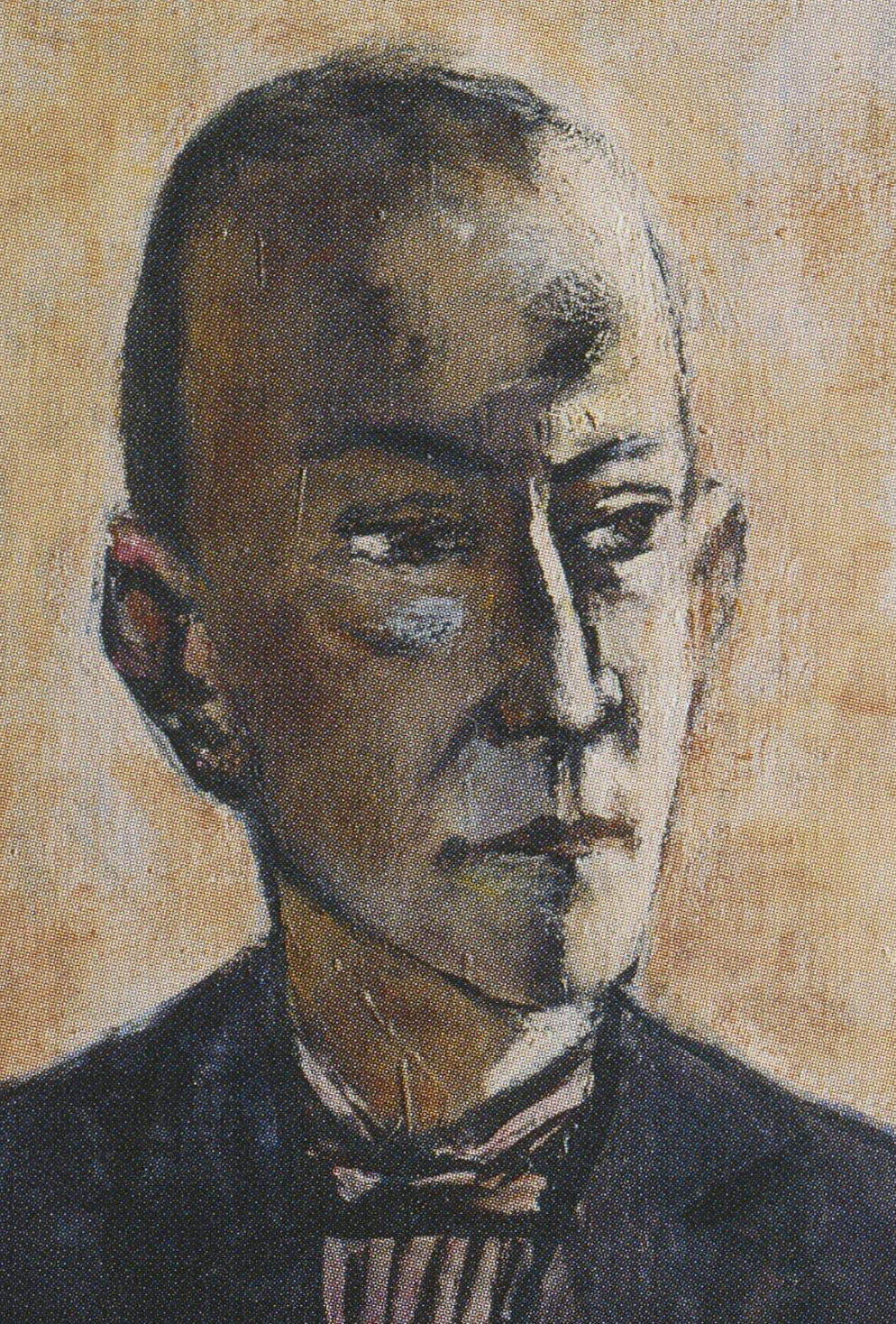
Helmuth Lütjens, Bildausschnitt aus Max Beckmanns Familienporträt von 1944

Johann Helmuth Ferdinand Lütjens (* 26. Februar 1893 in Frankfurt am Main; † 7. Januar 1987 in Bergen) war ein deutsch-niederländischer Kunsthistoriker und Kunsthändler.

## Herkunft, Kindheit, Jugend, Studium
Helmuth Lütjens wurde am 26. Februar 1893 geboren und entstammte einer Hamburger Familie. Sein Vater war als Teilhaber für das dortige Unternehmen Arnold Otto Meyer in Singapur tätig. Seine Mutter war Niederländerin. Einer seiner Brüder war der spätere Admiral Günther Lütjens (1889–1941), der als Flottenchef der Kriegsmarine im Zweiten Weltkrieg diente. Lütjens studierte Kunstgeschichte und promovierte 1921 an der Albert-Ludwigs-Universität Freiburg mit der Dissertation Untersuchungen zur Graphik des Rembrandtkreises. Die Arbeit war eine frühe wissenschaftliche Beschreibung der Radierungen von Jan Lievens und von Johannes van Vliet. Sie gab durch neue Methoden Antworten auf Zuschreibungs- und Datierungsfragen bei Rembrandt.

## Berufliche Stationen und Arbeitsschwerpunkte

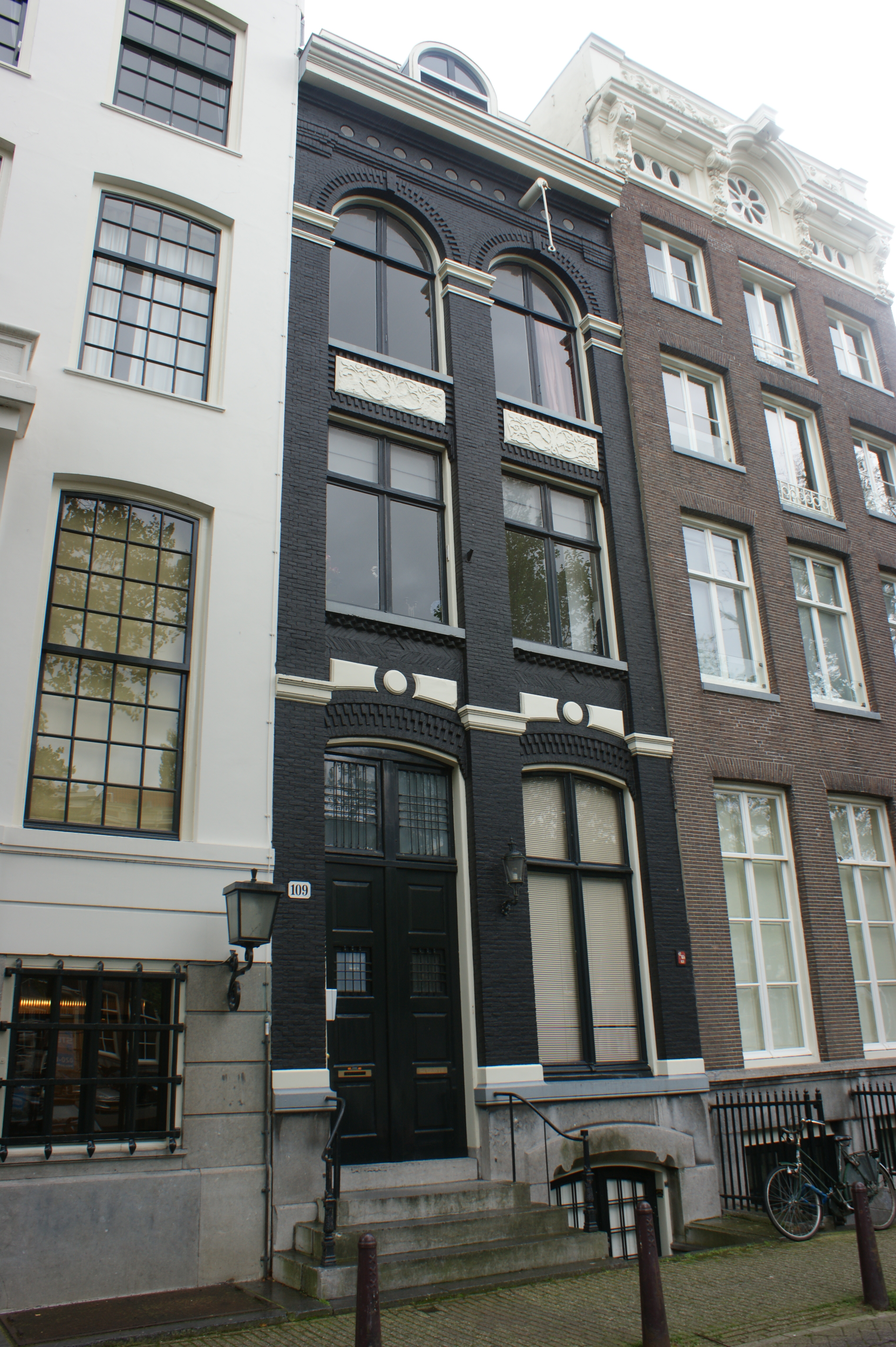
Keizersgracht 109 (Foto: 2011)

Nach einem Volontariat im Berliner Kupferstichkabinett unter der Leitung von Max J. Friedländer begann Lütjens seine berufliche Laufbahn 1923 als Mitarbeiter des Kunstsalons Paul Cassirer in Berlin. Im selben Jahr wurde er zum Leiter der neu gegründeten Amsterdamer Filiale der Galerie ernannt, die unter dem Namen „B.V. Amsterdamsche Kunsthandel Paul Cassirer“ in der Keizersgracht 109 firmierte. Sein Vertrag sah auch die Beratung des Bankiers und Sammlers Franz Koenigs vor, zudem hatte er Oskar Kokoschka zu betreuen. Lütjens konzentrierte sich geschäftlich auf den Handel mit Gemälden des 17. Jahrhunderts, unter anderem für das Rijksmuseum Amsterdam und das Museum Boymans. 1937 beantragte er die niederländische Staatsbürgerschaft, die ihm 1939 kurz vor Beginn des Zweiten Weltkrieges gewährt wurde.
Nach Beginn der Zeit des Nationalsozialismus wurde das Berliner Stammhaus von Walter Feilchenfeldt und Grete Ring liquidiert, um einer Arisierung zu entgehen. Amsterdam übernahm die Kunstbestände und Geschäftsunterlagen und entwickelte sich zum Hauptgeschäftssitz. Lütjens leitete das Geschäft während der Vorkriegszeit und der deutschen Besatzung der Niederlande (1940 bis 1945). Unmittelbar nach dem Krieg versuchte Lütjens, Feilchenfeldt und Ring, die den Kunstsalon Paul Cassirer in der Schweiz beziehungsweise in Großbritannien repräsentierten, davon zu überzeugen, Max Beckmann unter Vertrag zu nehmen, er scheiterte damit allerdings. Lütjens blieb bis 1987 Leiter des Amsterdamer Hauses. Es wurde 2011 schließlich geschlossen.

## Freundschaft mit Max Beckmann

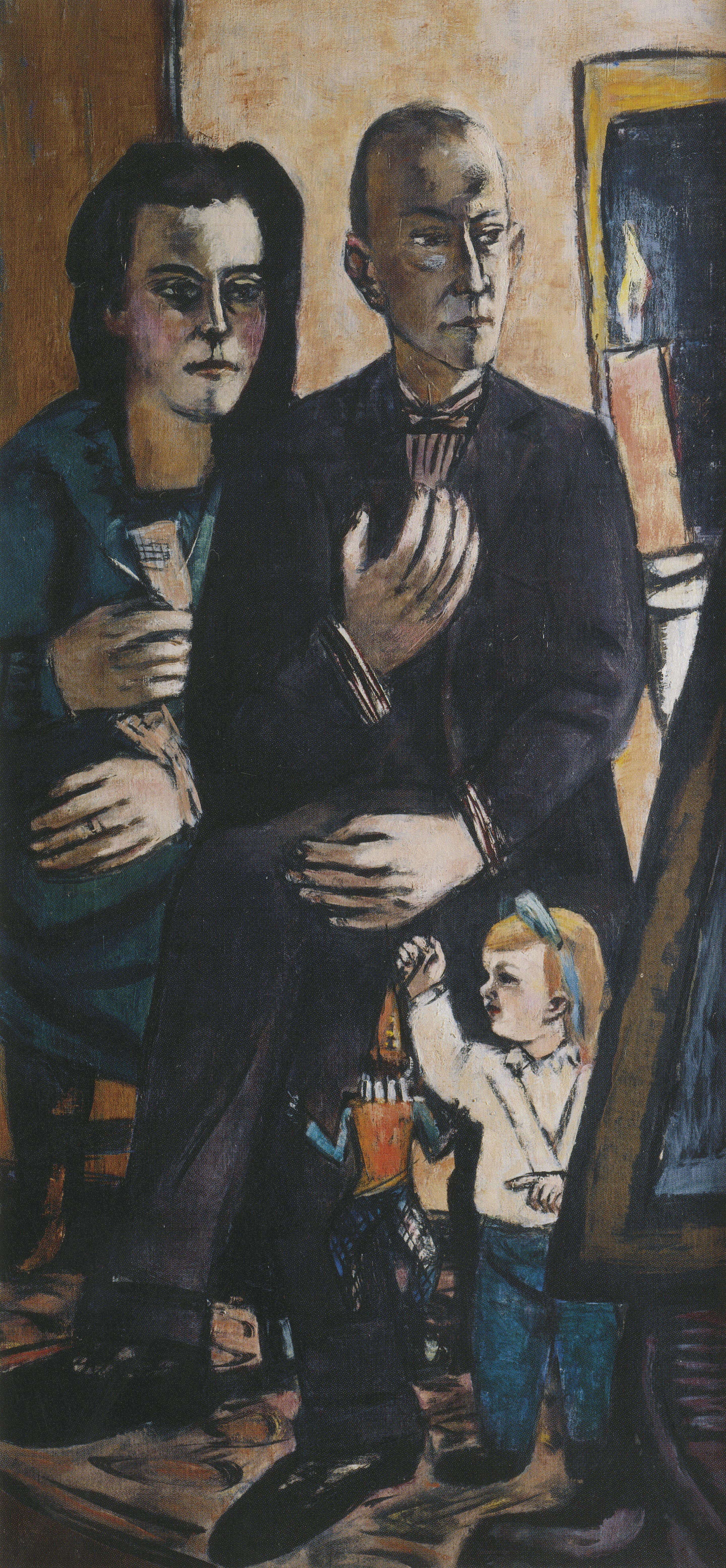
Familienbild Lütjens
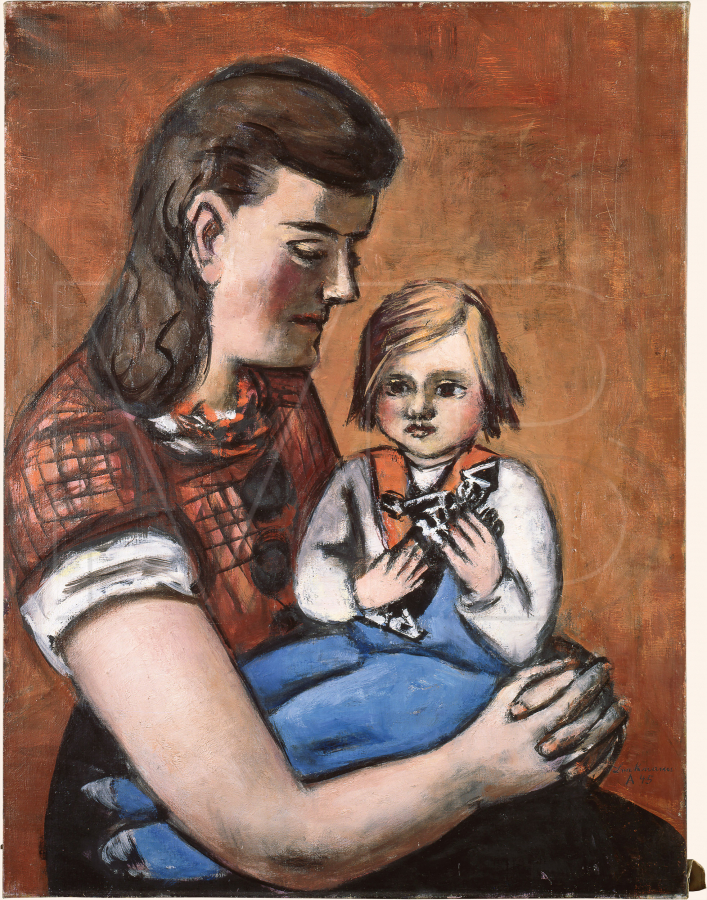
Bildnis Rietje und Nelly Lütjens

Während der Kriegsjahre entwickelte sich eine besondere Beziehung zwischen Lütjens und dem deutschen Maler Max Beckmann, der 1937 mit seiner Frau Quappi ins Amsterdamer Exil geflohen war. Lütjens unterstützte Beckmann in mehrfacher Hinsicht: Er kaufte einige Werke an und versteckte ab Februar 1943 auf dessen Bitte den Großteil von Beckmanns Werken in der Keizersgracht 109, um sie vor dem Zugriff der deutschen Besatzer zu bewahren. Zudem gewährte er dem Ehepaar Beckmann zeitweise Unterkunft in seinem Haus. Beckmann bezeichnete die Besuche bei der Familie Lütjens als sein „Morphium in dieser Zeit“.
Die Freundschaft der Familien Beckmann und Lütjens kam in zwei Werken zum Ausdruck. 1944 schuf Beckmann das Gemälde Familienbild Lütjens, das Lütjens nach Fertigstellung sofort erwarb. 1945 porträtierte er zudem Lütjens Frau gemeinsam mit der Tochter des Paares (Bildnis Rietje und Nelly Lütjens).

## Fonds
2025 wurde der Fonds op Naam (Fonds mit eigenem Namen) Helmuth Lütjens en Nelly Lütjens-van den Boom Fonds bei der Vereniging Rembrandt eingerichtet. Mit Mitteln dieses Fonds sollen Museen beim Ankauf von Malerei des 20. Jahrhunderts finanziell unterstützt werden.

## Schriften
- Untersuchungen zur Graphik des Rembrandtkreises. Dissertation, Universität Freiburg im Breisgau, 1921, 141 S., maschinenschriftlich, ungedruckt.